# مهرجان فولكلور بارينتينس
مهرجان فولكلور بارينتينس (بالبرتغالية: Festival Folclórico de Parintins) أو غالبًا ما يُطلق عليه أيضًا مهرجان بوي بومبا أو بومبا ميو بوي هو احتفال سنوي شهير خلال ثلاثة أيام في أواخر يونيو يُقام في مدينة بارينتينس في البرازيل. هو أحد أكبر المهرجانات السنوية في البرازيل، فقط احتفالات الكرنفال في ريو دي جانيرو والسلفادور تجذب المزيد من المشاركين أكثر مما عليه في بارينتينس. تم الاعتراف بالمهرجان كتراث ثقافي للبرازيل من قبل المعهد الوطني للتراث التاريخي والفني.
يحتفل المهرجان بأسطورة محلية عن ثور أوكس. كما هو أيضًا مسابقة يتنافس فيها فريقان غرانتيدو وكابريشوسو في روايات مطولة للقصة حيث يحاول كل فريق التفوق على الآخر برقصات وغناء وعوامات استعراضية. يجب على كل فريق إكمال عرضه في غضون ساعتين ونصف الساعة. الفريق الذي لا يلتزم بهذه المهلة يتعرض لعقوبات بالنقاط. يعتمد كل عرض ليلي بشكل كبير على الفولكلور الأمازوني المحلي وثقافة السكان الأصليين، ولكنه يتضمن أيضًا إيقاعات وموضوعات برازيلية معاصرة. يُطلق على المكان الذي تقدم فيه الفرق نفسها اسم «بومبودرومو» وهي عبارة عن مرحلة أرضية دائرية. تبلغ طاقة المكان المقامة فيه العرض 35.000 شخص من الجمهور.
على الرغم من أهمية الاحتفال لمنطقة أمازوناس في البرازيل إلا أن هذا المهرجان لم يكن معروفًا على نطاق واسع في أجزاء أخرى من البلاد حتى أصدرت المجموعة الموسيقية كابريشوسو أغنية تيك تيك تاك في عام 1996. كان المهرجان أيضًا مسؤول عن إصدار الأغاني الأخرى التي أصبحت معروفة في البرازيل، مثل فيرميليو وغيرها.
من الشائع أن يخبر السكان المحليون الزائرين أن بارينتينس هو المكان الوحيد في العالم الذي تظهر فيه إعلانات كوكا كولا باللون الأزرق. في حين أنه من الصحيح أنه توجد داخل بومبودرومو إعلانات كوكا كولا باللونين الأحمر والأزرق، إلا أن هناك حالات أخرى لإعلانات كوكا كولا تعكس ألوان الفرق الرياضية. خلال مهرجان دو بوي-بومبا لعام 2011 كانت كوكا كولا متوفرة في جميع أنحاء منطقة أمازوناس في علب ذات إصدار خاص نصفها أحمر ونصف أزرق.